# زبعة
زبعة، قرية فلسطينية مهجرة، تقع إلى الشمال الشرقي من مدينة بيسان. يمر بها خط حديد الحجاز وطريق بيسان – سمخ، ما يُعطي موقعها قيمة كبرى. كانت زبعة الأصلية في العصور القديمة تقوم فوق سفوح الحافة الغربية لغور الأردن، على وادي العشة أحد روافد نهر الأردن، لأسباب تتعلق بالحماية. واسمها اليوم خربة زبعة. يدل انتقال القرية إلى موضعها الجديد شرقي خربة زبعة على استقرار الأمن في المرحلة التي تم فيها الانتقال، وعلى سيادة الوظيفة الزراعية.
كان عدد سكان زبعة سنة 1931 نحو 147 عربيًّا، شُردوا قبل عام 1948، بسبب تملّك اليهود أراضي القرية. اندثرت قرية زبعة وأنشأ اليهود فوق أراضيها مستعمرات منها «بيت يوسف» و«دوشن» وأقاموا زراعات كثيفة وأحواضًا لتربية الأسماك.

## موقع القرية
قامت زبعة فوق مساحة صغيرة من الأرض المنبسطة على الضفة الجنوبية لوادي العشة، تنخفض نحو 225م عن سطح البحر. يتجه امتداد القرية من الشمال الغربي إلى الجنوب الشرقي بعيدًا عن مجرى الوادي خشية التعرض لأخطار فيضاناته الشتوية. كما تُحيط بالقرية مجموعة من التلال الأثريّة تدلّ على أنّ المنطقة كانت معمورة في الماضي.

## احتلال القرية وتطهيرها عرقيًّا
في 12 أيار\ مايو 1948، تم احتلال قريتين مجاورتين. ولعلّ الساخنة سقطت في الفترة ذاتها، أي يوم سقطت مدينة بيسان في يد لواء جولاني الذي قام بحملة واسعة النطاق في وادي بيسان بكامله، عرفت بعملية جدعون في إطار خطة دالت.

## القرية اليوم
لم يبق من القرية أي شيء يدل على موقعها، وأضحت أراضي زراعية. أما أراضي القرية نفسها، فيزرعها سكان مستعمرة «نير دافيد».

## المستعمرات الإسرائيلية على أراضي القرية
تقع مستعمرة «نير دافيد»، التي أقيمت في سنة 1936 تحت اسم تل عمال، إلى الجنوب من موقع القرية مباشرة، على أراضٍ كانت تابعة تقليديًّا لقرية الساخنة.